# أسعد أسعد
 أسعد أسعد ((بالعبرية: אסעד אסעד)، 10 فبراير 1944- ) ضابط اسرائيلي درزي سابق ودبلوماسي وسياسي كان عضوًا في الكنيست عن حزب الليكود بين عامي 1992 و1996.

## السيرة الذاتية
وُلد أسعد في بيت جن أثناء الانتداب البريطاني، وانضم إلى الجيش الإسرائيلي وظل فيه كجندي محترف حتى تم تسريحه وبرتبة عقيد. حصل على شهادة البكالوريوس في العلوم السياسية وتاريخ الشرق الأوسط من جامعة حيفا، وفي عام 1980 أصبح عضواً في الوفد الإسرائيلي لدى الأمم المتحدة. أصبح فيما بعد مستشارًا لرئيس الوزراء لشؤون الدروز، وكان أيضًا عضوًا في الوفد الإسرائيلي في محادثات مدريد للسلام في عام 1991.
انتخب لعضوية الكنيست على قائمة الليكود في عام 1992، وشارك في عدة لجان حتى فقد مقعده في انتخابات 1996، وكان أحد أعضاء الكنيست الليكود القلائل الذين لم يصوتوا ضد اتفاقيات أوسلو .

## وصلات خارجية
- أسعد أسعد على الموقع الإلكتروني للكنيست